# Requiem pour un champion (film)
Requiem pour un champion était une dramatique télévisée en direct écrite par Rod Serling et produite dans le cadre de l'anthologie Playhouse 90. Elle fut diffusée le 11 octobre 1956 sur CBS. Six ans plus tard, une adaptation fut réalisée en 1962 sous la forme d'un film avec Anthony Quinn, Jackie Gleason, et Mickey Rooney dans les rôles principaux. 
La dramatique remporta un Peabody Award - la première récompense de ce genre donnée à un scénario - et contribua à asseoir la réputation de Serling. L'émission était mise en scène par Ralph Nelson et est considérée par les critiques comme un des plus célèbres exemples de dramatique télévisée en direct aux États-Unis ; elle était par ailleurs l'œuvre préférée de Rod Serling.

## Version à la télévision américaine
Jack Palance joue le rôle de Harlan "Mountain" McClintock, un boxeur autrefois prometteur mais à présent à bout de souffle, qui se trouve face à la fin de sa carrière après avoir été brutalement vaincu par un boxeur plus jeune. Keenan Wynn joue le rôle du manager de McClintock, Maish; le père de Keenan Wynn Ed joue le rôle du soigneur de McClintock, Army.
McClintock souffre des conséquences neurologiques de ses combats. Un médecin refuse de donner un certificat de capacité à McClintock pour d'autres combats, disant qu'un autre match difficile pourrait le rendre aveugle, voire le tuer. La boxe est la seule chose que McClintock ait jamais connue, et il est à la fois terrifié de se trouver dans une telle situation et intensément loyal à Maish, qui l'a géré depuis sa jeunesse. Maish a ses propres problèmes, cependant : il doit de l'argent au Syndicat et a essayé de gagner de l'argent en pariant que McClintock serait mis K.O. tôt dans le match (et en fait, en refusant de se coucher et en supportant les coups avec courage, McClintock a coûté à Maish une fortune).
Kim Hunter joue le rôle de Grace Carney, une conseillère de l'emploi qui essaie d'aider le boxeur à faire la transition vers une nouvelle carrière et qui progressivement se prend d'affection pour McClintock. Maish persuade le boxeur de se réorienter vers le catch professionnel, bien que McClintock soit fier de n'avoir jamais eu un combat arrangé à l'avance et n'aime pas les combats de catch, qui sont mis en scène.
Army est en désaccord avec les plans de Maish et refuse d'y prendre part. Juste avant de monter sur le ring pour son premier match de catch, vêtu d'un costume humiliant (un montagnard), McClintock découvre que Maish a parié contre lui et se sépare de son manager et mentor. Bien qu'il pense que la boxe puisse ruiner la vie des hommes, Maish trouve un autre jeune boxeur prometteur à entraîner. McClintock saisit la chance d'encadrer des enfants dans un camp d'été. 
Parce que Serling et Palance étaient tous deux des boxeurs expérimentés, ils ont apporté une certaine authenticité à Requiem pour un champion, bien que très peu de boxe soit montrée pendant l'émission. Requiem pour un champion fut le début de ce qui devint une des équipes créatives les plus couronnées de succès de la télévision américaine, le scénariste Rod Serling et le metteur en scène Ralph Nelson. 

### Version en DVD
Le cinégramme de la dramatique est disponible depuis 2009 aux États-Unis en DVD dans le coffret The Golden Age of Television de la Criterion Collection.

### Distribution
- Jack Palance : Harlan 'Mountain' McClintock
- Keenan Wynn : Maish
- Kim Hunter	: Grace Carney
- Ed Wynn : Army
- Joe Abdullah : Annonceur dans la salle de boxe
- Max Baer : Mike
- Eddie Cantor : Annonceur de l'émission
- Ted Christy : Catcheur
- Karl 'Killer' Davis : Catcheur
- Ned Glass : Barman
- Young Jack Johnson : Le jeune champion
- Lyn Osborn : Photographe
- Ivan Rasputin : Catcheur
- Frank Richards	: Boxeur dans le bar
- Maxie Rosenbloom	: Steve
- Stanley Adams : Perelli

## Version à la télévision britannique
La British Broadcasting Corporation diffusa une version de Requiem pour un champion sous le titre Blood money au cours de leur anthologie Sunday Night Theatre le 31 mars 1957. Sean Connery, cinq ans avant de devenir l'interprète de James Bond, avait le rôle principal de McClintock, tandis qu'Alvin Rakoff était le producteur et, avec l'accord de Serling, écrivit aussi des scènes nouvelles pour permettre les changements de costume qui prenaient place pendant les pauses publicitaires à la télévision américaine, mais qui ne pouvaient pas être utilisées sur la BBC qui est dépourvue de publicité. Mis à part Connery les autres interprètes étaient Warren Mitchell dans le rôle d'Army et la future épouse de Rakoff, Jacqueline Hill, qui avait recommandé Connery pour le rôle principal. Michael Caine avait un petit rôle dans une des scènes écrites par Rakoff.